# لیلی نیبر لارنس
لیلی نیبر لارنس (انگلیسی: Lily Niber-Lawrence؛ زادهٔ ۲۳ ژوئن ۱۹۹۷) بازیکن فوتبال اهل غنا است.
وی همچنین در تیم ملی فوتبال زنان غنا بازی کرده‌است.